# Sinocoelurus
Sinocoelurus („čínský Coelurus“) byl rod malého teropodního dinosaura, žijícího v období pozdní jury (pravděpodobně geologický stupeň tithon, asi před 150 miliony let) na území dnešní Číny (provincie S’-čchuan).

## Popis
Fosilie tohoto teropoda, objevené v sedimentech souvrství Kchuang-jüan (Kuangyuan) na lokalitě Wej-jüan (Weiyuan) v prefektuře Kuang-jüan mají podobu čtveřice izolovaných zubů s katalogovým označením IVP AS V232-234, které formálně popsal čínský paleontolog Jang Čung-ťien v roce 1942. Typový druh nese jméno Sinocoelurus fragilis. Zuby jsou tenké, mírně zakřivené a postrádají charakteristické vroubkování. Není jisté, do které čeledi teropodů jeho původce patřil, proto se jedná o nomen dubium (pochybné vědecké jméno). Pravděpodobně se jednalo o zástupce kladu Tetanurae.